# Замок Льерна

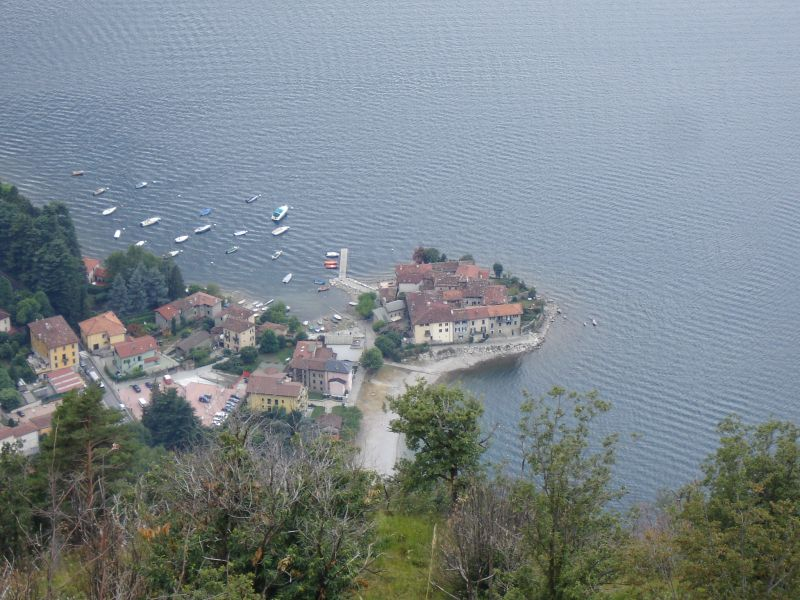

Замок Льерна (итал. Castello di Lierna) — ансамбль построек (в прошлом укреплённых) на восточном берегу озера Комо. Расположен на полуострове, который выступает в озеро с северной части города Льерна. Тесно связан с Орденом святых Маврикия и Лазаря, которым посвящена замковая церковь XI века с фресками треченто.
Ядро замка было возведено в X веке в романском стиле на месте древнеримских строений. Во время большой войны между Комо и Миланом в 1124 г. перешёл в руки миланцев. В 1532 г. укрепления, служившие на протяжении ряда лет излюблённой стоянкой для флота кондотьера Джан Джакомо Медичи, пали под натиском швейцарцев из Граубюндена.

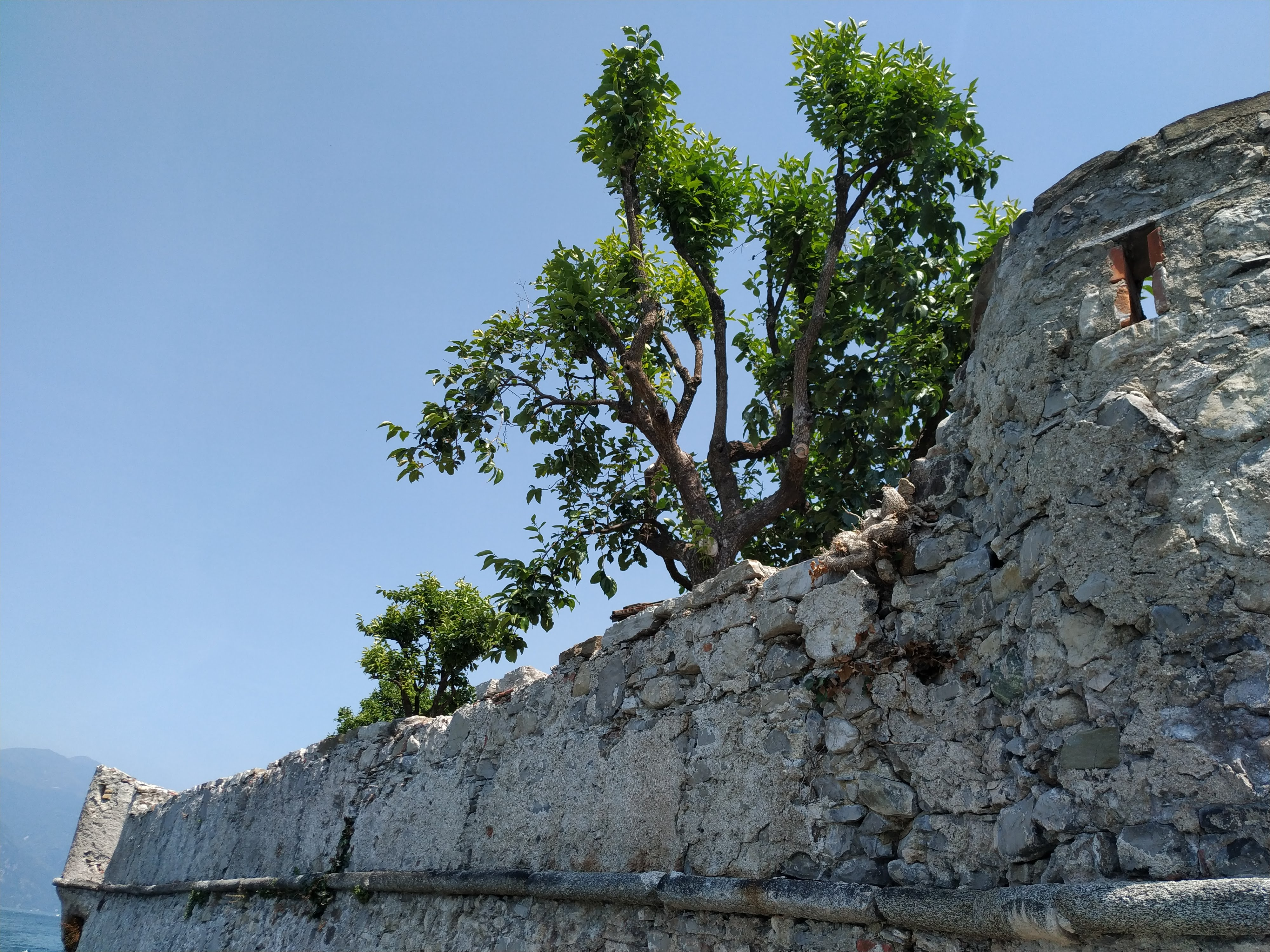
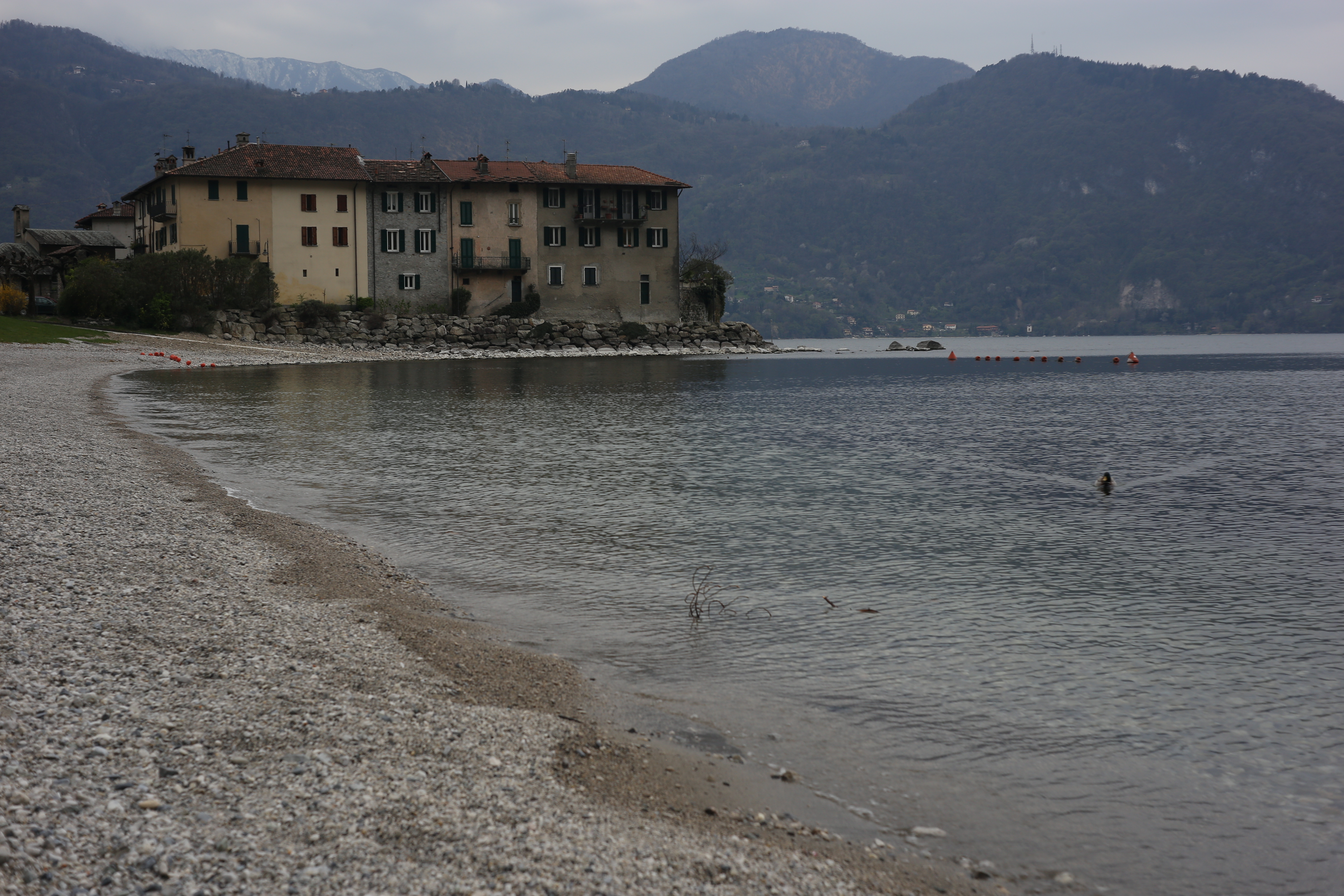
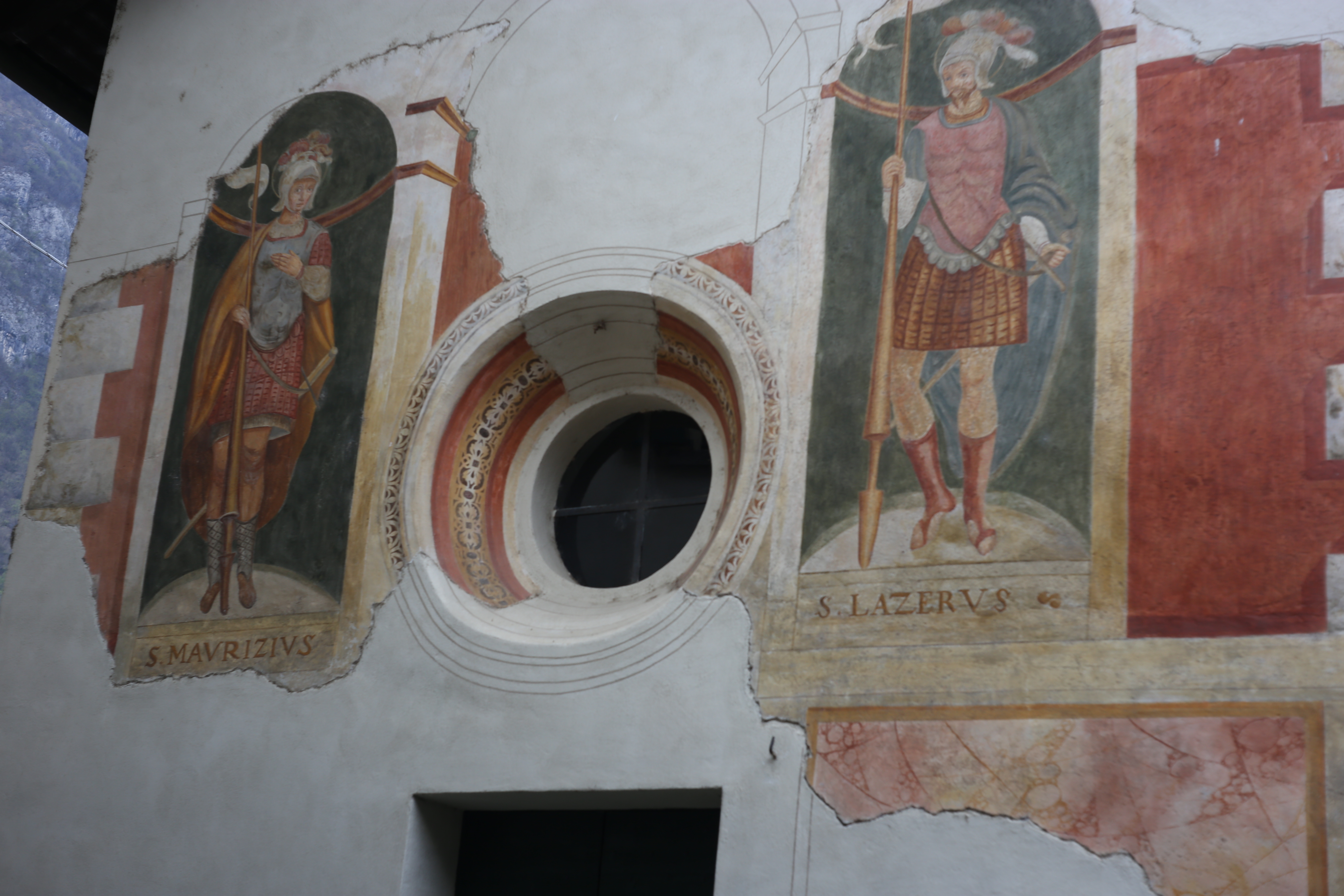
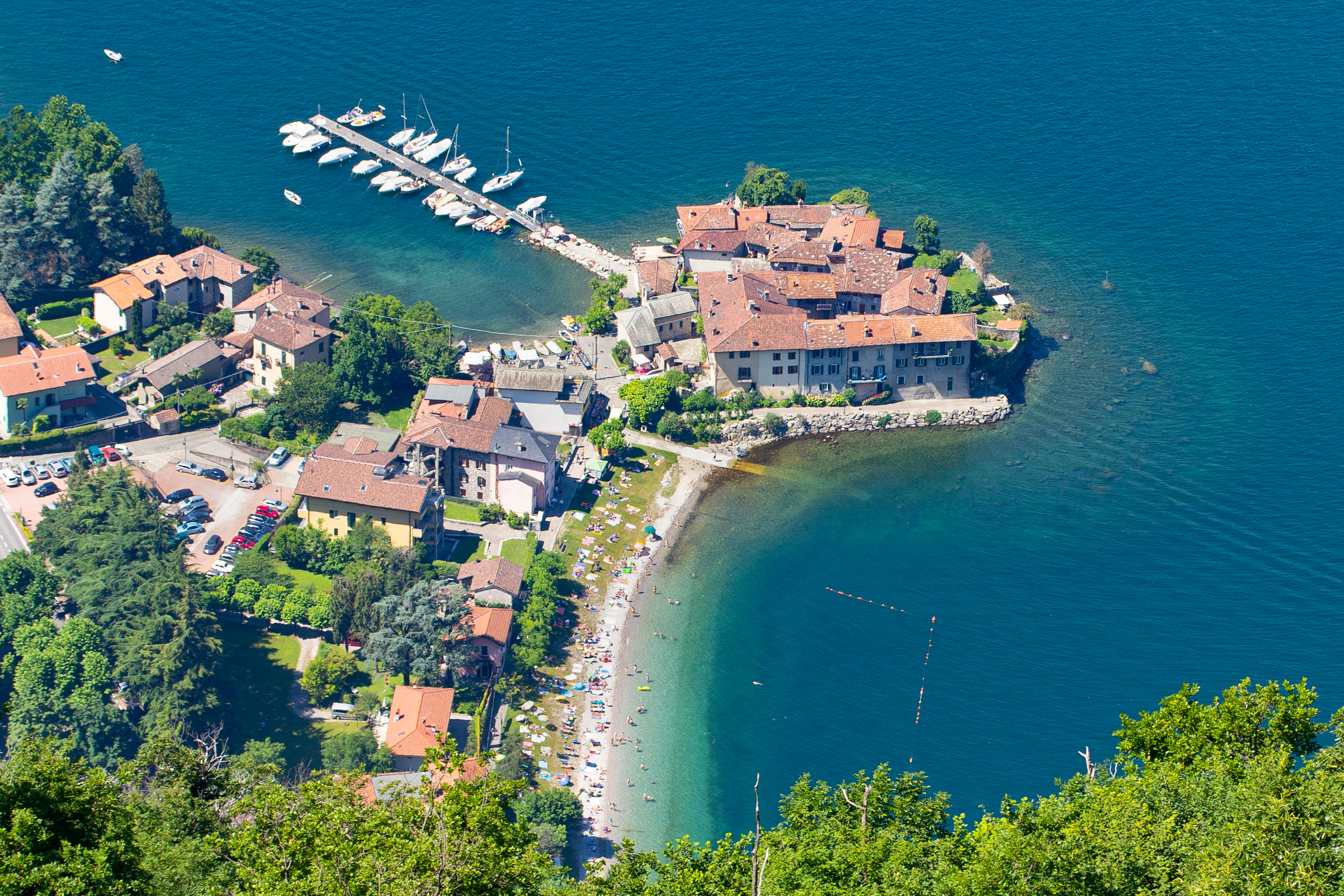
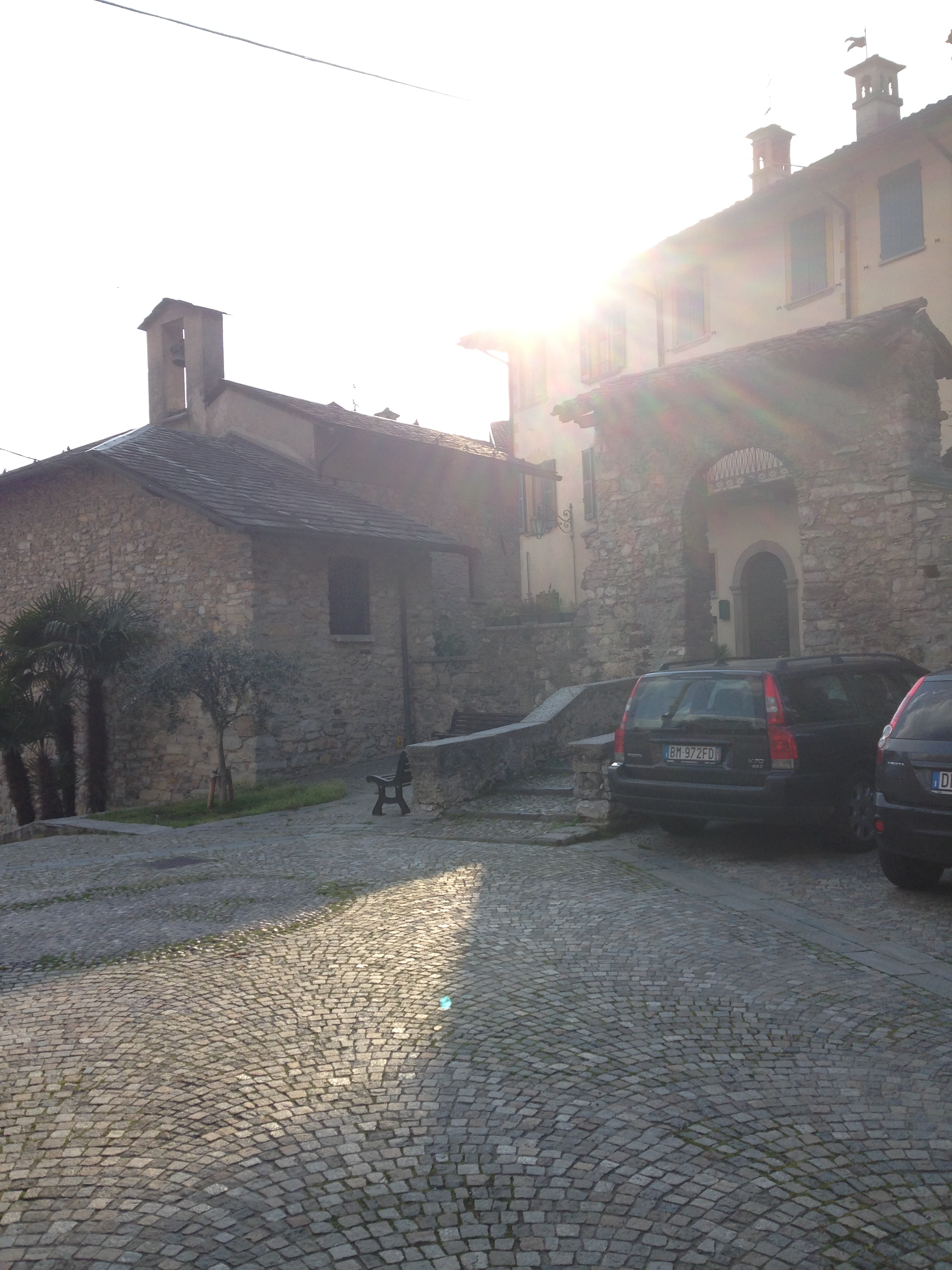